# Надлиці
Надлиці (словац. Nadlice) — село, громада округу Партизанське, Тренчинський край. Кадастрова площа громади — 5.53 км².
Населення 600 осіб (станом на 31 грудня 2020 року).

## Історія
Надлиці згадується 1113 року.

## Населення
| Рік:            | 1994. | 2004.   | 2014. | 2024.   |
| --------------- | ----- | ------- | ----- | ------- |
| Кількість осіб: | 619   | 639     | 639   | 584     |
| Різниця:        |       | +3,23 % | +0 %  | -8,60 % |

| Рік:            | 2023. | 2024.   |
| --------------- | ----- | ------- |
| Кількість осіб: | 593   | 584     |
| Різниця:        |       | -1,51 % |